# Angela Maurer
Angela Maurer (Wiesbaden, 27 luglio 1975) è una nuotatrice tedesca, specializzata nei 10 e nei 25 km di fondo. Fa parte della International Swinning Hall of Fame.

## Carriera
Si è classificata quarta nella 10km in acque libere ai Giochi di Pechino.
Nel 2009,vince la 10 km di fondo dei campionati nazionali tedeschi disputatosi a Lindau, vincendo la gara in 2h01'31".43, il primo degli 8 titolo assoluti tra 5, 10 e 25 km.

## Palmarès
- Mondiali di nuoto

Fukuoka 2001: bronzo nei 25 km.
Barcellona 2003: argento nei 10 km e bronzo nei 25 km.
Roma 2009: oro nei 25 km.
Shanghai 2011: argento nei 25 km.
Barcellona 2013: argento nei 25 km e bronzo nei 10 km.
Kazan 2015: bronzo nei 25 km.
- Mondiali in acque libere

Napoli 2006: oro nei 25 km.
- Europei di nuoto

Istanbul 1999: argento nei 25 km
Berlino 2002: argento nei 10 km.
Madrid 2004: bronzo nei 10 km.
Budapest 2006: oro nei 10 km e nei 25 km.
Budapest 2010: argento nei 25 km e bronzo nei 10 km.
Piombino 2012: argento nei 10 km e bronzo nei 5 km a squadre.
Berlino 2014: bronzo nei 25 km.

### Altre competizioni
- Vincitrice della Coppa del Mondo di nuoto di fondo nel 2007, nel 2008 e nel 2011.
- Vincitrice della Coppa LEN nel 1999.

## Riconoscimenti
- LEN Award: 2009